# Alfoz de Lloredo
Alfoz de Lloredo är en kommun i Spanien. Den ligger i den autonoma regionen Kantabrien i norra delen av landet, 300 km norr om huvudstaden Madrid. Antalet invånare är 2 499 (2024). Arean är 46,73 kvadratkilometer. Alfoz de Lloredo gränsar till Ruiloba, Comillas, Udías, Cabezón de la Sal, Reocín och Santillana del Mar.